# Arrel cúbica

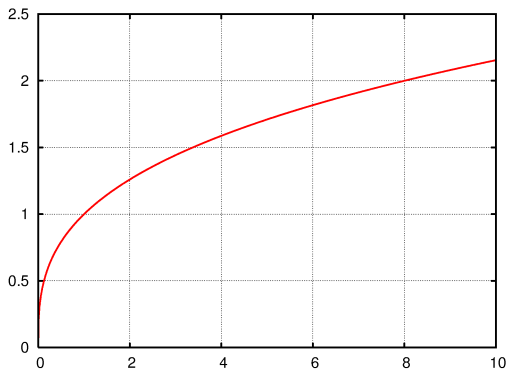
Gràfica de la funció y = amb 0 ≤ x ≤ 10.

En matemàtiques, una arrel cúbica o arrel tercera d'un nombre és aquella quantitat que multiplicada tres vegades per ella mateixa dona una quantitat determinada, de la qual és l'arrel. En notació matemàtica s'escriu {\displaystyle {\sqrt[{3}]{x}}} o x1/3, és un nombre a tal que a3 = x.
L'arrel cúbica real y d'un nombre real x es pot interpretar com la longitud que ha de tenir l'aresta d'un cub per tal que el cub tingui un volum de x unitats. D'aquí ve el nom d'arrel cúbica.

## Història
Els mètodes de càlcul d'arrels cúbiques són coneguts des de l'antiguitat. Heró d'Alexandria al llibre II de la seva obra Mètrica dona un mètode per calcular l'arrel cúbica d'un nombre i calcula l'arrel cúbica de 10.

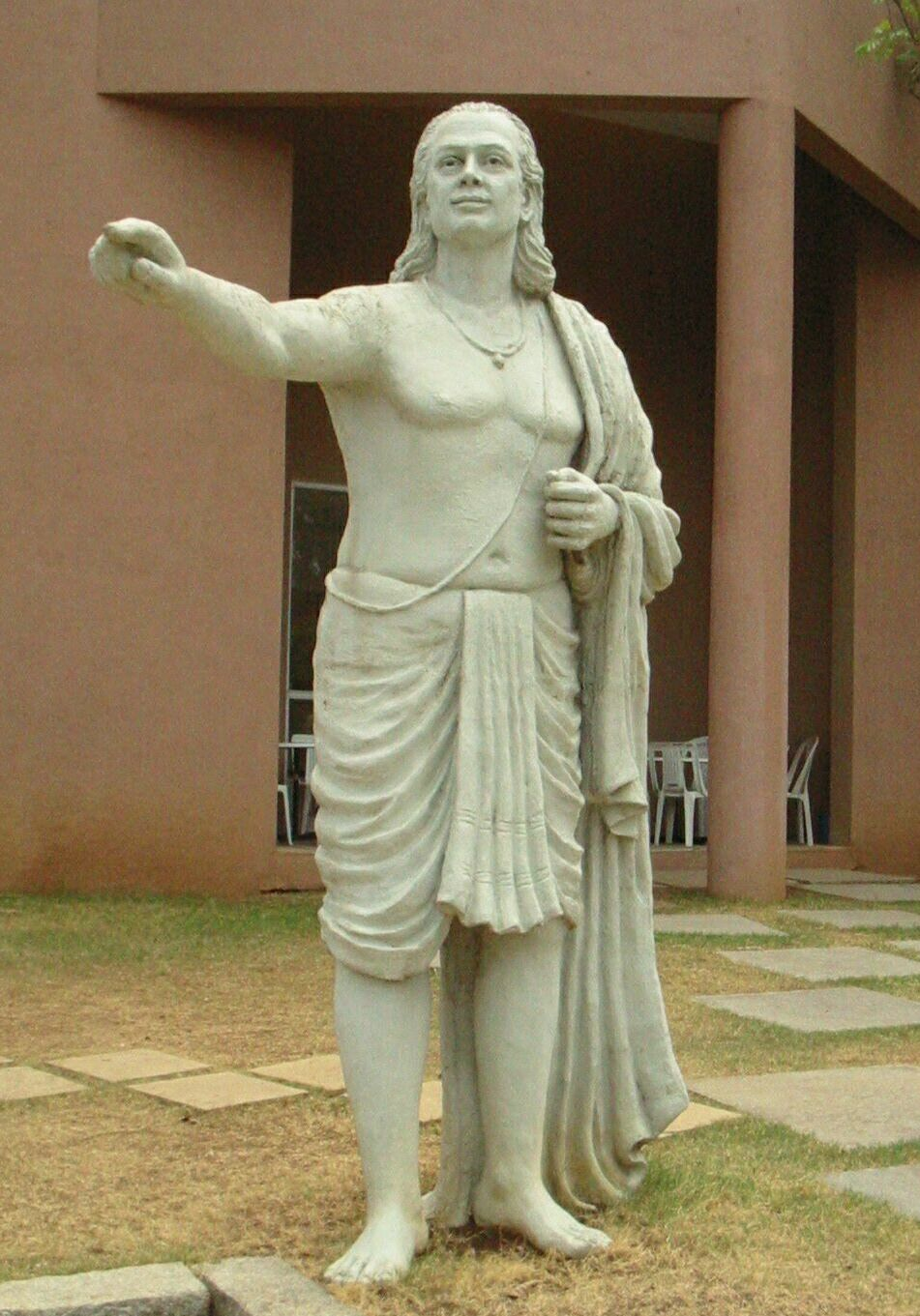
Aryabhata

El matemàtic indi Aryabhata en la seva obra Aryabhatiya de l'any 499, escrita amb 23 anys, defineix un algorisme per al càlcul d'arrels cúbiques sobre un sistema decimal amb el zero, a partir d'un sistema de numeració alfabètic no posicional, perquè l'obra està escrita en vers. Fins al segle xii no es pot confirmar el sistema de numeració posicional decimal amb el zero.
L'algorisme de separació dels dígits en grups de tres és essencialment una extensió dels mètodes de Aryabhata

## Definició formal
Les arrels cúbiques d'un nombre x són els nombres y que satisfan l'equació
{\displaystyle y^{3}=x.}
Els nombres reals, aquells que es poden mesurar en magnituds contínues tenen sempre una única arrel cúbica real i dues arrels cúbiques complexes (l'excepció és el zero, que es té a ell com única arrel cúbica), i tots els nombres complexos diferents de zero tenen tres arrels cúbiques complexes diferents. Per exemple, l'arrel cúbica real de 8 és 2, perquè 23 = 8. Les arrels cúbiques de −27i són
{\displaystyle {\sqrt[{3}]{-27i}}={\begin{cases}3i\\{\frac {3{\sqrt {3}}}{2}}-{\frac {3}{2}}i\\-{\frac {3{\sqrt {3}}}{2}}-{\frac {3}{2}}i\end{cases}}}
L'operació arrel cúbica és associativa respecte a la potenciació i distributiva amb la multiplicació i la divisió, però no és associativa ni distributiva respecte a la suma ni la resta.

### Nombres reals
Si x i y són nombres reals, hi ha una única solució per aquesta equació. L'arrel cúbica d'un nombre negatiu és un nombre negatiu. L'arrel cúbica real d'un nombre real rep el nom d'arrel cúbica principal.
L'arrel cúbica també es pot escriure com:
{\displaystyle {\sqrt[{3}]{x}}=x^{{1}/{3}\;}}
Aquesta notació es justifica per les següents identitats:
{\displaystyle {\begin{aligned}&\left({\sqrt[{3}]{x}}\right)^{3}=x\\&\left(x^{{1}/{3}\;}\right)^{3}=x^{{3}/{3}\;}=x\\\end{aligned}}}

Si es permet que y prengui valors dins del conjunt dels nombres complexos, llavors l'equació té tres solucions i, per tant, x té tres arrels cúbiques.
Les tres arrels cúbiques de 1 són:
{\displaystyle {\sqrt[{3}]{1}}={\begin{cases}\ \ 1\\-{\frac {1}{2}}+{\frac {\sqrt {3}}{2}}i\\-{\frac {1}{2}}-{\frac {\sqrt {3}}{2}}i\end{cases}}}
Això es pot comprovar fàcilment elevant-les al cub, per exemple en el cas de la tercera:
{\displaystyle {\begin{aligned}&\left(-{\frac {1}{2}}-{\frac {\sqrt {3}}{2}}i\right)^{3}=\left(-{\frac {1}{2}}\right)^{3}+3\left(-{\frac {1}{2}}\right)^{2}\left(-{\frac {\sqrt {3}}{2}}i\right)+3\left(-{\frac {1}{2}}\right)\left(-{\frac {\sqrt {3}}{2}}i\right)^{2}+\left(-{\frac {\sqrt {3}}{2}}i\right)^{3}=\\&=-{\frac {1}{8}}-{\frac {3{\sqrt {3}}}{8}}i+{\frac {9}{8}}+{\frac {3{\sqrt {3}}}{8}}i=1\\\end{aligned}}}

Les dues arrels cúbiques complexes d'un nombre real es poden trobar multiplicant la seva arrel cúbica principal per cadascuna de les dues arrels cúbiques complexes de 1. Això és gràcies a la propietat distributiva:
{\displaystyle {\sqrt[{3}]{x\cdot 1}}={\sqrt[{3}]{x}}\cdot {\sqrt[{3}]{1}}}
És a dir, les arrels {\displaystyle z_{0}},{\displaystyle z_{1}}, {\displaystyle z_{2}} de {\displaystyle x} són:
{\displaystyle z_{0}={\sqrt[{3}]{x}}},
{\displaystyle z_{1}={\tfrac {-1+i{\sqrt {3}}}{2}}{\sqrt[{3}]{x}}},
{\displaystyle z_{2}={\tfrac {-1-i{\sqrt {3}}}{2}}{\sqrt[{3}]{x}}}.

### Nombres complexos

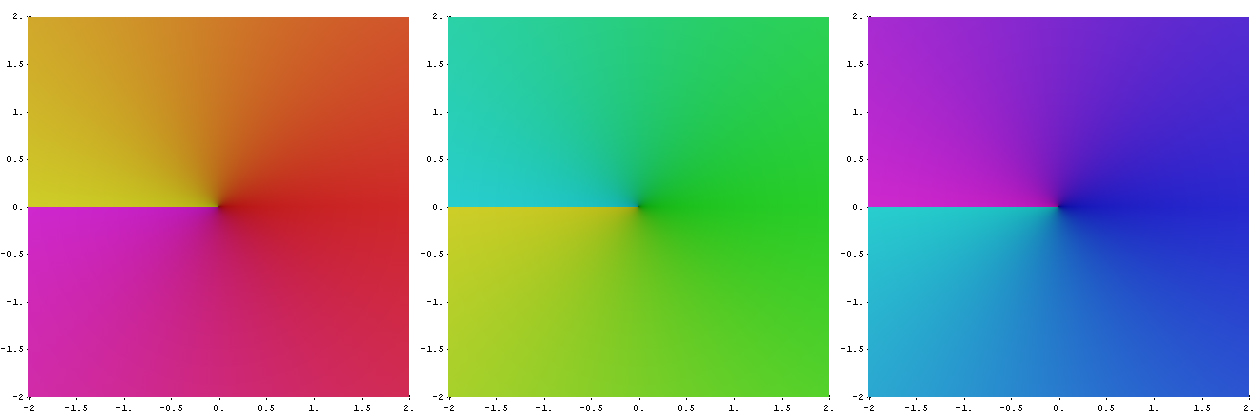
Gràfic de l'arrel cúbica complexa juntament amb els dos fulls addicionals. El primer dibuix mostra la branca principal.

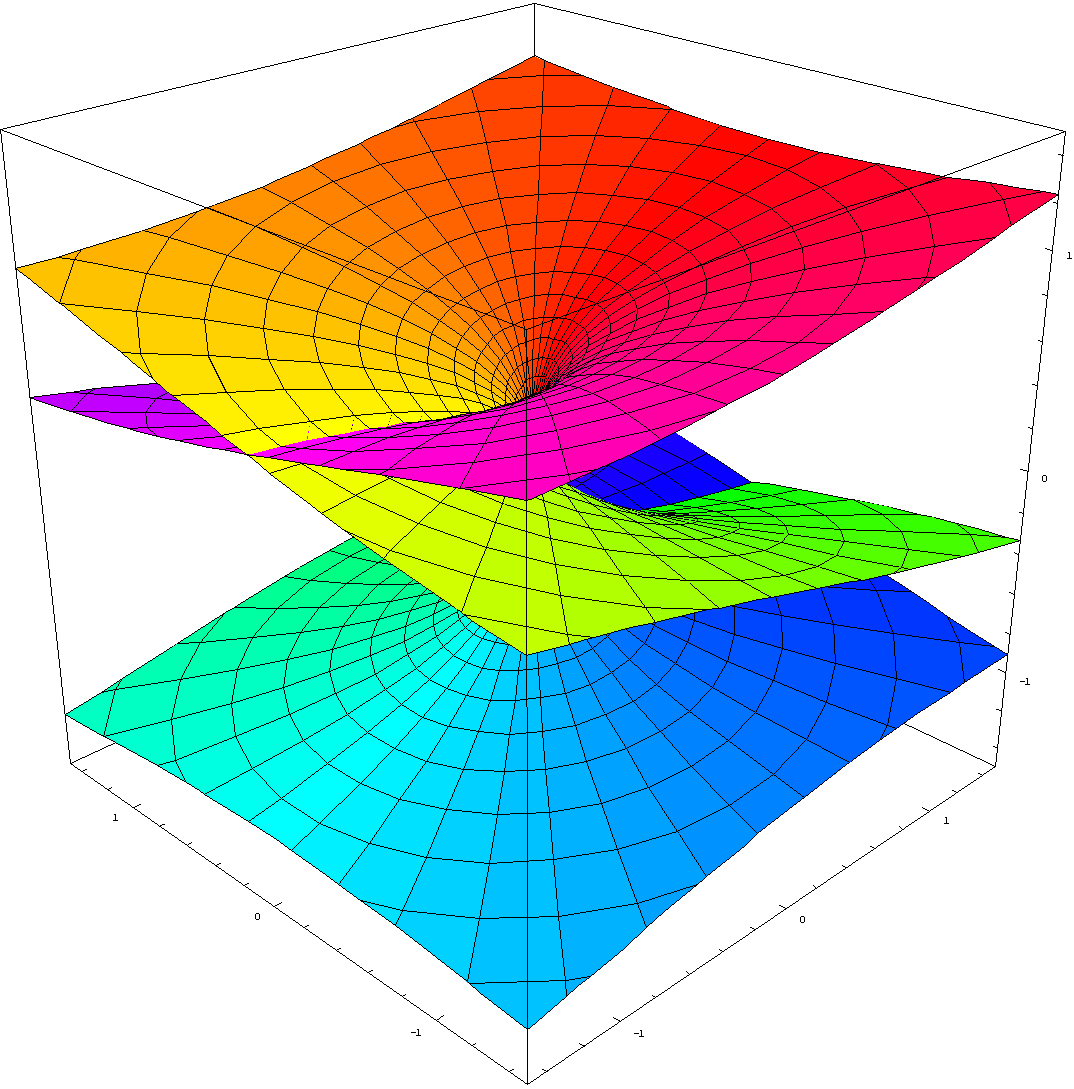
Superfície de Riemann de l'arrel cúbica. Es pot veure com encaixen els tres fulls.

En multiplicar nombres complexos amb notació polar es multipliquen el mòduls i se sumen els angles. Per tant, per trobar un nombre complex que multiplicat per si mateix tres cops produeixi un nombre donat, n'hi haurà prou amb trobar l'arrel cúbica real del mòdul i dividir per tres l'angle. Com que en afegir {\displaystyle 2\pi } o {\displaystyle 4\pi } a un angle es torna a obtenir el mateix angle, el resultat de dividir per tres l'angle del complex inicial més aquests angles també donarà un valor que correspondrà a una arrel cúbica (perquè després en multiplicar-lo per tres s'obtindrà l'angle inicial). No serveix de res seguir afegint altres múltiples d'una volta sencera perquè no s'obtenen més resultats.
Per tant, les tres arrels complexes d'un nombre complex es poden calcular com a:
{\displaystyle {\sqrt[{3}]{M\cdot \left(\cos \left(\alpha \right)+i\cdot \sin \left(\alpha \right)\right)}}=\left\{{\begin{matrix}{\sqrt[{3}]{M}}\cdot \left(\cos \left({\frac {\alpha }{3}}\right)+i\cdot \sin \left({\frac {\alpha }{3}}\right)\right)\\{\sqrt[{3}]{M}}\cdot \left(\cos \left({\frac {\alpha +2\pi }{3}}\right)+i\cdot \sin \left({\frac {\alpha +2\pi }{3}}\right)\right)\\{\sqrt[{3}]{M}}\cdot \left(\cos \left({\frac {\alpha +4\pi }{3}}\right)+i\cdot \sin \left({\frac {\alpha +4\pi }{3}}\right)\right)\\\end{matrix}}\right.}
Una altra forma de definir l'arrel cúbica d'un nombre complex és: 
{\displaystyle x^{1 \over 3}=\exp \left({\ln {x} \over 3}\right)}

## Propietats de l'arrel cúbica
- Associativa amb la potenciació:[12]{\displaystyle \left({\sqrt[{3}]{a}}\right)^{n}={\sqrt[{3}]{a^{n}}}}
- Distributiva amb la multiplicació

{\displaystyle {\sqrt[{3}]{a}}\cdot {\sqrt[{3}]{b}}={\sqrt[{3}]{a\cdot b}}}
- Distributiva amb la divisió

{\displaystyle {\frac {\sqrt[{3}]{a}}{\sqrt[{3}]{b}}}={\sqrt[{3}]{\frac {a}{b}}}\ \quad \left(\forall b\neq 0\right)}
A diferència de la suma i de la resta no té ni la propietat associativa ni la distributiva, com es pot apreciar observant les següents identitats:
{\displaystyle {\sqrt[{3}]{a}}+{\sqrt[{3}]{b}}={\sqrt[{3}]{a+b+3{\sqrt[{3}]{a^{2}b}}+3{\sqrt[{3}]{ab^{2}}}}}}
{\displaystyle {\sqrt[{3}]{a}}-{\sqrt[{3}]{b}}={\sqrt[{3}]{a-b-3{\sqrt[{3}]{a^{2}b}}+3{\sqrt[{3}]{ab^{2}}}}}}

## Càlcul numèric de l'arrel cúbica
Numèricament es pot calcular amb l'algorisme de separació dels dígits en grups de tres. Tanmateix, hi ha altres mètodes més eficients.
Com que trobar l'arrel cúbica de x és equivalent a trobar el zero de la funció:
{\displaystyle f\left(y\right)=y^{3}-x}
amb x una constant (de la qual es vol calcular l'arrel cúbica), es pot aplicar qualsevol dels mètodes per trobar zeros de funcions.

### Amb el mètode de Newton
Aplicant el mètode de Newton, es calcula
{\displaystyle {f}'\left(y\right)=3y^{2}}
Cada iteració portarà a
{\displaystyle y_{n+1}={\frac {2y_{n}^{3}+x}{3y_{n}^{2}}}}

#### Exemple
Per exemple, per calcular l'arrel cúbica de 2, emprant el mateix 2 com valor inicial y1, amb 6 iteracions s'obté:
| Valor inicial: | 2,000000000000 |
| Iteració 1:    | 1,500000000000 |
| Iteració 2:    | 1,296296296296 |
| Iteració 3:    | 1,260932224741 |
| Iteració 4:    | 1,259921860565 |
| Iteració 5:    | 1,259921049895 |
| Iteració 6:    | 1,259921049894 |

### Amb l'algorisme de separació dels dígits en grups de tres
L'algorisme de separació de dígits en grups de tres es basa en el fet que si un nombre enter és un cub perfecte el nombre de xifres de la seva arrel cúbica és un terç del nombre de xifres del nombre arrodonit cap amunt.
Això funciona emprant, per expressar el nombre, un sistema de numeració posicional en una base qualsevol. El que segueix s'explica pel cas de numeració en base 10 però es pot aplicar a qualsevol altra base pràcticament sense cap canvi.
Si el resultat n de l'arrel cúbica d'un nombre té m xifres, el nombre en qüestió (és a dir {\displaystyle n^{3}}) en tindrà 3m, 3m-1, o 3m-2, només cal plantejar que:
{\displaystyle {\begin{aligned}&10^{m-1}\leq n<10^{m}\\&10^{3m-3}\leq n^{3}<10^{3m}\\\end{aligned}}}
i tenint en compte que {\displaystyle 10^{m}} en base 10 té m+1 xifres.
A més, si a és un nombre format per les primeres xifres significatives de x, es té:
{\displaystyle x=a10^{n}+b}
Per tant:
{\displaystyle {\begin{aligned}&a10^{n}\leq x^{3}<\left(a+1\right)10^{n}\\&a^{3}10^{3n}\leq x^{3}<\left(a+1\right)^{3}10^{3n}\\\end{aligned}}}
Per tant, si s'agrupen les xifres de tres en tres començant per la dreta, el cub del nombre format per les m xifres més significatives de l'arrel cúbica és més petit o igual que el nombre format pels m grups de xifres de més a l'esquerra. La idea és anar trobant les xifres del resultat una per una començant per la més significativa. La xifra més significativa es troba buscant un nombre de 1 a 9 que elevat al cub sigui més petit o igual que el primer grup de xifres. Per això es fa servir o es memoritza la taula dels cubs d'aquests nombres:
| x  | 1 | 2 | 3  | 4  | 5   | 6   | 7   | 8   | 9   |
| x3 | 1 | 8 | 27 | 64 | 125 | 216 | 343 | 512 | 729 |

La següent xifra més significativa es troba buscant una xifra (del 0 al 9) el més gran possible que sumada a l'anterior multiplicada per deu i elevant el resultat al cub sigui inferior al nombre format pels dos grups primers, i així successivament.
Per facilitar el tempteig, si a és el nombre format per les xifres ja trobades, i b és la xifra que s'està buscant, pot limitar-se a les que siguin més petites de 
{\displaystyle {\begin{aligned}&\left(a10+b\right)^{3}=a^{3}10^{3}+3a^{2}b10^{2}+3ab^{2}10+b^{3}\\&b\leq {\frac {n-a^{3}10^{3}}{3a^{2}10^{2}}}\\\end{aligned}}}

#### Exemple
Trobar l'arrel cúbica de 55742968:
```
———————————————|
55.742.968 |382
-27 |—————————————————————
——— |3³=27
28.742 |—————————————————————
-27.872 |3·3²·100·8 = 21.600 
——————— |3·3 · 10·8²= 5.760 
870.968 | 8³= 512 
-870.968 | ——————
———————— | 27.872
0 |—————————————————————
|3·38²·100·2 = 866.400 
|3·38 · 10·2²= 4.560 
| 2³= 8
| ———————
| 870.968
```

1. La primera xifra és 3 perquè, a la taula, el 27 és l'immediat inferior a 55
2. Després es resta 27 de 55, que dona 28, i es "baixen" les xifres del següent grup. Equival a calcular 10³·(55-3³)+742, per tant, el que queda és el numerador de la fracció (n-a³·10³).
3. La segona xifra serà la que sumada a 30 (3·10) i elevat el resultat al cub s'apropi més a 55.742. Per provar de reduir les proves es calcula 3•3²•100, que dona 2700. En aquest cas, com que 28.742 és més de deu cops més gran que aquest nombre, la següent xifra pot arribar a ser fins i tot 9 i cal començar provant el 9. Es prova el 9 i resulta que no pot ser. No s'ha escrit per deixar més clars els càlculs finals.
4. Llavors es prova el 8. Es podria provar elevant 38³ i observant si és més gran o no que 55.742. Tanmateix, si els càlculs es fan a mà, resulta més ràpid (encara que un xic més confús) seguir aquest mètode: com que 38³ = 3³·1000 + 3•3²•100•8 + 3•3•10•8²+8³ i 3³•1000 ja s'ha restat de 55.782 i ha quedat 28.742, només cal calcular els altres sumands. Això dona 27.872 que és més petit que 28.742. Per tant, la segona xifra és 8.
5. Es resta 27.872 de 28.742 i queda 870.
6. Es baixa el següent grup de xifres i s'obté 870.968
7. Es calcula 3·38²·100, que dona 433200. Com que 870.968 és més petit que el triple de 433200 la següent xifra ha de ser com màxim 2.
8. Es prova el 2 i en fer els càlculs dona exactament 870.968. La tercera xifra és 2 i el resultat final és 382.

Per tant, l'arrel cúbica de 55.742.968 és 382.
Si l'últim residu no fos 0, el nombre no seria un cub perfecte i el que es trobaria seria l'enter tal que el seu cub és immediatament inferior al nombre del qual s'està buscant l'arrel cúbica. Aquest mètode es pot emprar per trobar tants decimals com es vulgui en el cas de nombres que no siguin cubs perfectes. Només cal tenir en compte que 
{\displaystyle {\frac {\sqrt[{3}]{1000x}}{10}}={\frac {10{\sqrt[{3}]{x}}}{10}}={\sqrt[{3}]{x}}}
Per tant, afegint tres zeros a la dreta (multiplicant per 1000) i separant amb la coma un decimal del resultat (dividint per 10 el resultat), es troba l'arrel cúbica amb un decimal, amb tres zeros més un altre i així successivament.

### Emprant arrels quadrades
Tenint en compte la identitat:
{\displaystyle {\frac {1}{3}}={\frac {1}{2^{2}}}\left(1+{\frac {1}{2^{2}}}\right)\left(1+{\frac {1}{2^{4}}}\right)\left(1+{\frac {1}{2^{8}}}\right)\left(1+{\frac {1}{2^{16}}}\right)\dots },
Hi ha un mètode simple per calcular arrels cúbiques amb calculadores que només tenen la funció arrel quadrada. Aquest mètode només requereix els botons de multiplicar i arrel quadrada. No cal memòria. El mètode és el següent:
- Prémer el botó arrel quadrada dos cops.
- Prémer el botó multiplicació.
- Prémer el botó arrel quadrada dos cops.
- Prémer el botó multiplicació.
- Prémer el botó arrel quadrada quatre cops.
- Prémer el botó multiplicació.
- Prémer el botó arrel quadrada vuit cops.
- Prémer el botó multiplicació….

El procediment es continua fins que el nombre no canvia en prémer el botó de multiplicació.
Si la primera multiplicació se substitueix per una divisió, en comptes de l'arrel cúbica s'obté l'arrel cinquena.

#### Demostració del mètode
Elevant x a la potència de cada un dels dos cantons de la identitat anterior:
{\displaystyle x^{\frac {1}{3}}=x^{{\frac {1}{2^{2}}}\left(1+{\frac {1}{2^{2}}}\right)\left(1+{\frac {1}{2^{4}}}\right)\left(1+{\frac {1}{2^{8}}}\right)\left(1+{\frac {1}{2^{16}}}\right)\dots }} (*)
Al cantó esquerre hi ha l'arrel cúbica de x.
Els passos que s'han donat al mètode donen:
Després del segon pas:
{\displaystyle x^{\frac {1}{2^{2}}}}
Després del quart pas:
{\displaystyle x^{{\frac {1}{2^{2}}}(1+{\frac {1}{2^{2}}})}}
Després del sisè pas:
{\displaystyle x^{{\frac {1}{2^{2}}}(1+{\frac {1}{2^{2}}})(1+{\frac {1}{2^{4}}})}}
Després del vuitè pas:
{\displaystyle x^{{\frac {1}{2^{2}}}(1+{\frac {1}{2^{2}}})(1+{\frac {1}{2^{4}}})(1+{\frac {1}{2^{8}}})}}
etc.
Un cop l'arrel quadrada doni 1 (dins de l'exactitud de la calculadora), l'última multiplicació donarà el resultat del cantó dret de (*).

### Càlcul mental ràpid d'arrels cúbiques
Pel cas de nombres de 6 xifres que siguin cubs perfectes, la seva arrel cúbica es pot calcular mentalment de forma ràpida si prèviament s'han memoritzat els cubs dels nombres de l'1 al 9 i la taula següent:
| x                 | 1 | 2 | 3 | 4 | 5 | 6 | 7 | 8 | 9 |
| Última xifra d'x3 | 1 | 8 | 7 | 4 | 5 | 6 | 3 | 2 | 9 |

Aquesta taula indica per cada xifra, quin és el nombre que elevat al cub dona un resultat que acaba en aquesta xifra, per exemple al 3 li correspon el 7 perquè 7 al cub dona 343 que acaba en 3. Fixeu-vos que per memoritzar aquesta taula n'hi ha prou a recordar que les parelles 2,8 i 3,7 intercanvien les seves posicions, la resta de nombres no canvien.
Donat un nombre de sis xifres, si és un cub perfecte, la seva arrel cúbica és un nombre de dues xifres, la primera és el nombre que elevat al cub sigui immediatament inferior a les tres xifres de l'esquerra i la segona xifra és la que elevada al cub acaba en la mateixa xifra que el nombre en qüestió.
Per exemple, trobar l'arrel cúbica de 474.552. La xifra que elevada al cub dona un nombre immediatament inferior a 474 és 7 (perquè al cub dona 343 mentre que 8 dona 512 que ja es passa). La xifra que elevada al cub acaba en 2 és 8 (d'acord amb la taula). Per tant, l'arrel cúbica de 474.552 és 78.
Aquest mètode només funciona per cubs perfectes.
Aprofitant les propietats de l'aritmètica modular mòdul 11, es pot estendre aquest mètode pel càlcul mental ràpid d'arrels cúbiques de cubs perfectes de 9 xifres.

## Aplicacions de l'arrel cúbica
La necessitat de calcular arrels cúbiques sorgeix en molts problemes pràctics. En qualsevol problema en què es coneix el volum d'un objecte i es necessita calcular la longitud de l'aresta apareix la necessitat de calcular una arrel cúbica.
Per exemple: cal construir un dipòsit en forma de cub per contenir 200 litres (0,2 {\displaystyle m^{3}}). Quants metres quadrats de xapa caldran? Com que la superfície de cada cara és la longitud de l'aresta al quadrat i hi ha sis cares, la superfície de xapa serà: {\displaystyle s=6a^{2}}. Cal trobar la longitud de l'aresta que és l'arrel cúbica del volum:
{\displaystyle s=6\left({\sqrt[{3}]{0,2}}\right)^{2}\approx 2,052m^{2}}
En els problemes no cal que la forma de l'objecte sigui un cub perfecte perquè aparegui la necessitat de calcular una arrel cúbica. Independentment de la forma d'un objecte, si es construeix un model a escala, el seu volum (i altres propietats proporcionals al volum com per exemple la massa, el pes o les forces d'inèrcia) serà proporcional al cub d'una longitud qualsevol de l'objecte. Per tant, en tot problema en què s'hagi de determinar la mida per aconseguir un determinat pes, volum, etc., conservant la forma, caldrà calcular una arrel cúbica.
En altres camps de la física apareixen magnituds elevades al cub: per exemple, la potència necessària per vèncer la resistència d'un fluid és proporcional a l'àrea perpendicular a la direcció de desplaçament, al coeficient de penetració Cx, a la densitat del fluid i al cub de la velocitat. Això s'expressa:
{\displaystyle P={\frac {1}{2}}\cdot \rho \cdot C_{x}\cdot A\cdot v^{3}}
Exemple: per vèncer la resistència de l'aire d'un vehicle a 150 km/h calen 40Kw. A quina velocitat es pot anar si s'augmenta la potència disponible fins a 80Kw?
{\displaystyle v=\left({\sqrt[{3}]{\frac {80}{40}}}\right)150\approx 189\,{\text{km/h}}}
En doblar la potència la velocitat només augmenta un 25% perquè la velocitat és proporcional a l'arrel cúbica de la potència.
Les arrels cúbiques també s'apliquen per resoldre equacions de tercer grau. Per resoldre les equacions de quart grau cal resoldre una equació de tercer grau; per tant, també cal calcular arrels cúbiques.

## Arrels cúbiques principals aproximades dels vint primers nombres naturals[22]
| {\displaystyle {\sqrt[{3}]{1}}}  | {\displaystyle =\,}      | 1                              | {\displaystyle {\sqrt[{3}]{11}}} | {\displaystyle \approx } | 2,2239800905 6931552116 53633… |
| {\displaystyle {\sqrt[{3}]{2}}}  | {\displaystyle \approx } | 1,2599210498 9487316476 72106… | {\displaystyle {\sqrt[{3}]{12}}} | {\displaystyle \approx } | 2,2894284851 0666373561 60844… |
| {\displaystyle {\sqrt[{3}]{3}}}  | {\displaystyle \approx } | 1,4422495703 0740838232 16383… | {\displaystyle {\sqrt[{3}]{13}}} | {\displaystyle \approx } | 2,3513346877 2075748950 00163… |
| {\displaystyle {\sqrt[{3}]{4}}}  | {\displaystyle \approx } | 1,5874010519 6819947475 17056… | {\displaystyle {\sqrt[{3}]{14}}} | {\displaystyle \approx } | 2,4101422641 7522998612 83696… |
| {\displaystyle {\sqrt[{3}]{5}}}  | {\displaystyle \approx } | 1,7099759466 7669698935 31088… | {\displaystyle {\sqrt[{3}]{15}}} | {\displaystyle \approx } | 2,4662120743 3047010149 16113… |
| {\displaystyle {\sqrt[{3}]{6}}}  | {\displaystyle \approx } | 1,8171205928 3213965889 12117… | {\displaystyle {\sqrt[{3}]{16}}} | {\displaystyle \approx } | 2,5198420997 8974632953 44212… |
| {\displaystyle {\sqrt[{3}]{7}}}  | {\displaystyle \approx } | 1,9129311827 7238910119 91168… | {\displaystyle {\sqrt[{3}]{17}}} | {\displaystyle \approx } | 2,5712815906 5823535545 31872… |
| {\displaystyle {\sqrt[{3}]{8}}}  | {\displaystyle =\,}      | 2                              | {\displaystyle {\sqrt[{3}]{18}}} | {\displaystyle \approx } | 2,6207413942 0889660714 16612… |
| {\displaystyle {\sqrt[{3}]{9}}}  | {\displaystyle \approx } | 2,0800838230 5190411453 00568… | {\displaystyle {\sqrt[{3}]{19}}} | {\displaystyle \approx } | 2,6684016487 2194486733 96273… |
| {\displaystyle {\sqrt[{3}]{10}}} | {\displaystyle \approx } | 2,1544346900 3188372175 92935… | {\displaystyle {\sqrt[{3}]{20}}} | {\displaystyle \approx } | 2,7144176165 9490657151 80894… |